# فرودگاه ایدی
فرودگاه ایدی (به انگلیسی: Ade Airport) یک فرودگاه همگانی است که یک باند فرود سنگفرش دارد و طول باند آن ۱۰۳۶ متر است. این فرودگاه در کشور چاد قرار دارد و در ارتفاع ۶۳۱ متری از سطح دریا واقع شده‌است.